# ОК Копра Пјаченца
Копра Берни Пјаченца је одбојкашки клуб из италијанског града Пјаченце. Иако је тим тек пре 6 година ушао у прву лигу Италије, већ је учествовао у 8 финала. Три пута су били финалисти домаћег шампионата, а 2009. су по први пут постали прваци.

## Титуле
- Лига шампиона
  - Финале (1): 2008
- ЦЕВ куп
  - Финалисти : 2004, 2007
- Топ тим куп
  - Освајач (1): 2006
- Лига Италије
  - Првак (1): 2009
  - Другопласирани : 2004, 2007, 2008

- Куп Италије
  - Финале (1) : 2006

- Куп италијанске 2. лиге
  - Шампиони (1): 2002

### Тим за сезону 2008/09.
- 1.  Гиљермо Фаласка
- 2.  Михаил Рак
- 5.  Вито Инсалта
- 6.  Марко Меони
- 7.  Леонел Маршал
- 8.  Микеле Грасано
- 9.  Данте Бонинфанте
- 10. Марко Зингаро
- 11. Христо Златанов
- 12. Ђанлука Дуранте
- 13. Жоао Паоло Браво
- 16. Кристијан Дунес
- 18. Новица Бјелица

## Познати играчи
- Леонел Маршал
- Вигор Боволента
- Христо Златанов
- Ђула Мештер
- Енрике Де Ла Фуенте
- Андреа Гардини
- Данијеле Вернаги
- Освалдо Ернандез
- Ихосвани Ернандез
- Симоне Росалба
- Евгениј Иванов
- Андерсон
- Никола Грбић
- Масимо Боти